# Pinocchio (miniserie televisiva 2013)
Pinocchio è una miniserie televisiva del 2013 diretta da Anna Justice, basata sul romanzo Le avventure di Pinocchio. Storia di un burattino di Carlo Collodi. È andata in onda in prima visione su Das Erste il 25 e il 26 dicembre 2013.

## Trama

### Prima parte
La storia è ambientata in una città italiana, dove abitano il vecchio falegname Geppetto, i vivaci fratellini Sofia e Luca, il giovane teppista Lucignolo e la sua banda e il permaloso e sfortunato scultore Antonio, innamorato perso della lavandaia Anna. Antonio prende un ramo caduto da un albero che molti dicono sia protetto da una ninfa, che però si mette a rotolare fino alla porta di Geppetto. Geppetto abita da solo col suo patou Pulcino e decide di costruire una marionetta dal ramo, che chiama Pinocchio. Nella notte, la ninfa dell'albero ritrova il suo ramo e decide di dargli vita.
Il giorno dopo Geppetto, sorpreso, decide di considerare Pinocchio come suo figlio. Pinocchio esce fuori di casa a giocare con Sofia e Luca, inseguito da Geppetto. Durante la corsa, Pinocchio scopre una grilletta di nome Coco nella sua tasca (che abitava precedentemente nel ramo e che solo Pinocchio può capire), che decide di fargli da guida al mondo esterno. I tre bambini correndo per i campi, finiscono con il mettere a soqquadro una fattoria e vengono inseguiti dai contadini e, da lì a poco, l'intera città si mette a rincorrerli. Ignari della folla alle loro calcagna, i tre incrociano una carrozza trainata da asinelli e con molti bambini a bordo, diretta verso il Paese dei Balocchi, dove i sogni dei bambini diventano realtà.
Sofia e Luca tornano a casa, e vengono puniti dal padre Luigi, mentre Geppetto ritrova il suo figliolo e lo riaccompagna a casa, dove lo attende l'intero villaggio e il Maresciallo Michele per i disastri combinati alle loro proprietà durante la loro corsa. Anna riesce a portare in salvo Pinocchio e il falegname viene pignorato di tutte le sue creazioni. Capendo che a Pinocchio serve un'istruzione, Geppetto, rimasto senza niente, vende la sua giacca per comprare un libro di lettere al figliolo. La mattina dopo, Pinocchio tenta di fare la colazione al padre, bruciando l'unica cosa rimasta: gli attrezzi da lavoro, ma Geppetto si arrabbia di più alla vista che Pinocchio stava anche per bruciare il suo prezioso medaglione, unico ricordo rimastole della defunta sorella.
Pinocchio si dirige, mesto per la reazione del padre, a scuola, ma viene distratto da un teatrino ambulante e vende il libro per assistere allo spettacolo di marionette di Mastro Luca, detto Mangiafoco, ma salendo sul palco e rovinando lo spettacolo, viene rinchiuso nella carovana del burattinaio. Geppetto va a prendere il figlio a scuola, ma scopre da Lucignolo che Pinocchio è "partito" con Mangiafoco, il quale sta per salpare verso la Spagna. Il falegname decide così di partire con Pulcino a cercare il figlio. Durante una sosta per la cena, Mangiafoco conversa con Pinocchio e, compatito dalla situazione di suo padre, si pente del suo rude comportamento e lo lascia andare, regalandogli cinque monete d'oro e offrendogli da mangiare.
Tornando a casa, Pinocchio incrocia il Gatto e la Volpe, una coppia di truffatori che si accorgono delle sue monete e, inseguendolo, scoprono che Pinocchio è un nullafacente, vedendo il burattino quando si inventa un sacco di scuse per non aiutare una anziana che tira un carretto, ma non si accorgono che il suo naso cresce ad ogni bugia da lui detta. Cala la notte e Pinocchio si addormenta nel bosco (mancando così suo padre), ma è costretto a scappare quando Coco vede arrivare due fantasmi verso di loro, che altri non sono che il Gatto e la Volpe travestiti da fantasmi. Pinocchio viene salvato dalla ninfa, sotto forma di fuoco fatuo azzurro, che acceca i due furfanti, permettendo a Pinocchio di scappare a loro. Il Gatto e la Volpe, senza travestimento, rincontrano Pinocchio e gli raccontano del Campo dei miracoli, un luogo dove i soldi crescono come semi, permettendo a chi non ha voglia di lavorare e di guadagnare velocemente senza faticare, attirando così l'attenzione della marionetta.

### Seconda parte
Pinocchio semina le monete nel Campo dei miracoli, che vengono rubate da Gatto e Volpe quando si addormenta per aspettare che cresca un albero pieno di zecchini d'oro. Deluso, Pinocchio promette a Coco di andare diretto verso casa senza distrazioni, ma sulla strada, incappa nella carrozza del Paese dei Balocchi, sulla quale vi sono Lucignolo, Sofia e Luca (che hanno deciso di scappare dopo l'ennesima severa punizione del padre) e decide di andare con loro. Arrivati, i bambini se la spassano tra mille giochi e mille divertimenti, ma il giorno dopo vengono trasformati in asini grazie alla frusta magica del cocchiere, che li porta al mercato. Geppetto, intanto, è arrivato sulla costa e vende il ciondolo di sua sorella per acquistare una barca, ma una volta in mare, lui e il suo cane sono inghiottiti da una balenottera azzurra. Geppetto, ancora vivo, riesce a lanciare dallo sfiatatoio un messaggio in una bottiglia.
Un direttore di un circo, con cui il cocchiere è indebitato, acquista Pinocchio, Sofia e Luca, ma, non ottenendo risultati dai tre asini durante le prove, li vende tutti a un macellaio. In loro soccorso sopraggiunge la ninfa, che, dopo aver mostrato a Pinocchio tutti i momenti in cui si è comportato male, facendo pentire Pinocchio e facendogli capire cosa lo ha portato a questa situazione, porta tutti e tre alla normalità. Furioso di aver perso i suoi asini, il direttore ordina al cocchiere di ritrovarglieli o lo farà arrestare. Pinocchio e i suoi amici tornano a casa. Sofia e Luca sono riaccolti a braccia aperte dal padre, dispiaciuto per la sua severità, mentre Antonio informa Pinocchio che Geppetto era partito per la costa, donandogli qualche moneta per il viaggio.
Sulla strada, Pinocchio incontra di nuovo il Gatto e la Volpe, che hanno comprato il ciondolo della sorella di Geppetto che il venditore ha spacciato per un cimelio di un'importante nobile. Pinocchio lo recupera, mentendo sul fatto che apparteneva ad una nobile morta di una malattia contagiosa, ma per farsi accorciare il naso, Pinocchio dice la verità, facendosi sentire dai due, che lo inseguono e lo minacciano dentro il fienile dei contadini infastiditi dal burattino il suo primo giorno di vita, i quali arrivano insieme al Maresciallo Michele che arresta i due truffatori. Arrivato al mare, Pinocchio trova la bottiglia con dentro il messaggio presso il porto, prende una barca e corre a cercare il cetaceo e a liberare la sua famiglia, ma viene divorato a sua volta dalla bestia. All'interno della balena, Pinocchio ritrova Geppetto e i due preparano un piano di fuga. Pinocchio inizia a mentire, facendo allungare il suo naso, e riesce a raggiungere lo sfiatatoio della balena per irritarla e farla starnutire. I due vengono sputati fuori, dritti verso la spiaggia, dove arrivano anche Antonio, Anna, Sofia e Luca, preoccupati per i loro amici. Sulla spiaggia si imbattono nel cocchiere e, nello scontro per proteggere i due piccoli, Antonio lo stende e Sofia gli spezza la frusta e tutti gli asini tornano bambini.
Geppetto, Pulcino e Coco si risvegliano sulla spiaggia, ma Pinocchio non si muove. Mentre Geppetto piange sul corpo di suo figlio, la ninfa riappare e compie un'ultima magia. Accanto a Geppetto appare un ragazzino con gli stessi vestiti di Pinocchio, che dice di essere lui. Geppetto non gli crede, ma il bambino, per dimostrarglielo, gli canta una canzone che gli aveva insegnato. Tornati tutti a casa, Luigi, Sofia, Luca, Anna, Antonio, Geppetto e Pinocchio banchettano tutti insieme raccontando le loro avventure, mentre Pinocchio crea una nuova dimora per la sua amica Coco, che ora non riesce più a comprendere.